# 祁頌威
祁頌威（1870年—1936年4月10日）原名师曾，后更名颂威，字景颐，又字君启，后以字行，另有号䜯谷。山西寿阳人。清朝官员。

## 生平
祁頌威是荫生出身。10岁时，父亲去世，早年在北京随侍祖父祁世长，因而结交了许多名流。祁世长去世后，祁頌威获赏以兵部员外郎候补（后实授）。不久，光绪戊戌年（1898年），礼部右侍郎阔普通武具疏推荐，光绪帝预备召见祁頌威。戊戌政变爆发，祁頌威未获擢用，不久改道员，分直隶省。历任洋务工程诸局总会办、天津巡警北局督办。他还在杨文敬的幕府中任职。
中华民国成立后，他当选国会议员。他和傅增湘、李煜瀛、徐沅、孙陟甫等人多有来往。
农历丙子年三月十九日（1936年4月10日），祁頌威逝世，享年67岁。

## 著作
- 《䜯谷亭随笔》（䜯谷是祁颂威的号，其中䜯右半边的“匊”音同“居”）
- 《清秘述闻再续》（和徐沅合撰，系仿效清朝中期的法式善的《清秘述闻》撰写）[3]

## 家庭
- 曾祖父：祁寯藻
- 祖父：祁世长
- 父：祁友慎
- 妻：唐夫人
- 妻：何夫人
  - 长子：祁彦孺，巴黎大学政治科硕士，津海关监督
- 妻：段夫人，段书云之女。
  - 子：祁彦孳，南开大学肄业生
  - 子：祁彦孚，南开大学肄业生
  - 子：祁彦孜，辅仁大学肄业生
  - 女：祁彦芬，适昊兴陈祖同
  - 女：祁彦荪[2]